# Achocalla
Achocalla è un comune (municipio in spagnolo) della Bolivia nella provincia di Pedro Domingo Murillo (dipartimento di La Paz) con 16.481 abitanti dato 2010.

## Cantoni
Il comune è suddiviso in 3 cantoni (popolazione al 2001):
- Achocalla - 12.403 abitanti
- Asunta Quillviri - 2.257 abitanti
- Villa Concepción - 450 abitanti